# Dinosaurietåget
Dinosaurietåget (Dinosaur Train) är en amerikansk-kanadensisk-singaporiansk 3D-animerad TV-serie för barn. Serien har sänts i flera omgångar i Bolibompa.

## Handling
Serien kretsar kring tyrannosaurusen Dino som adopteras av en dinosauriefamilj och får med sina syskon Glittra, Dan och Liten lära sig om olika dinosauriearter genom att resa i tiden till olika perioder i jordens historia med Dinosaurietåget. Konduktören fungerar som guide och lärare.

## Svenska röster
- Dino: Mimmi Sandén
- Liten: Linda Åslund
- Glittra: Cecilia Olin
- Dan: Anneli Heed
- Herr Pteranodon: Per Eggers
- Fru Pteranodon: Tuvalisa Rangström
- Konduktören: Anders Berg
- Laura Giganotosaurus: Vivian Cardinal